# Arctotheca calendula
Arctotheca calendula é uma espécie de planta com flor pertencente à família Asteraceae. 
A autoridade científica da espécie é (L.) Levyns, tendo sido publicada em Journal of South African Botany 8(4): 284. 1942.
O seu nome comum é erva-gorda.

## Portugal
Trata-se de uma espécie presente no território português, nomeadamente em Portugal Continental e no Arquipélago dos Açores.
Em termos de naturalidade é introduzida nas duas regiões atrás indicadas.

## Protecção
Não se encontra protegida por legislação portuguesa ou da Comunidade Europeia.